# Anthenantia rufa
Anthenantia rufa är en gräsart som först beskrevs av Stephen Elliott, och fick sitt nu gällande namn av Schult.. Anthenantia rufa ingår i släktet Anthenantia och familjen gräs. Inga underarter finns listade i Catalogue of Life.